# Grande Tête de l'Obiou
La Grand Tête de l'Obiou, llamada también simplemente Obiou, es una montaña en los Alpes franceses, con una altitud de 2.790 m s. n. m. Es la cima más alta de los Prealpes del Delfinado.

## Ascenso a la cima
Es posible alcanzar la cima partiendo de Les Payas, localidad situada en el municipio de Corps.

## Clasificación SOIUSA
Según la clasificación SOIUSA, Grande Tête de l'Obiou pertenece:
- Gran parte: Alpes occidentales
- Gran sector: Alpes del sudoeste
- Sección: Prealpes del Delfinado
- Subsección: Prealpes del Devoluy
- Supergrupo: Cadena Grand Tête de l'Obiou-Roc de Garnesier
- Grupo: Grupo del Obiou
- Subgrupo: Nudo del Obiou
- Código: I/A-6.I-B.4.b